# RDS bus
Die RDS bus s. r. o. (Regionální Dopravní Společnost, dt.: Regionale Verkehrs-Gesellschaft, ehemals Šumava Bus s. r. o.) ist ein kleines Busunternehmen in Westböhmen mit Hauptsitz in Babylon (Tschechien). Sie ist ein 100%iges Tochterunternehmen der Regionalbus Ostbayern. Sie betreibt u. a. mehrere grenzüberschreitende Buslinien mit vier ehemaligen Passauer RBO-Bussen (einem Irisbus Renault Ares, einem Neoplan und zwei Evobus Setra S 315 UL).

## Geschichte
Das Unternehmen wurde zum 28. Mai 2004 als Šumava Bus s. r. o. mit Sitz in Železná Ruda (Markt Eisenstein) gegründet. Ziel ist die Verknüpfung des ÖPNV im bayerisch-böhmischen Grenzraum. Zum 1. Juli 2008 hat die RBO-Tochter ein Busunternehmen in Babylon übernommen (bis 2007 Privatunternehmer Miroslav Pazdera, seit 2008 RDS Bus s. r. o.) und seinen Hauptsitz dorthin verlegt. Sein Fuhrpark ist dadurch von drei auf ca. zwölf Fahrzeuge angewachsen. Železná Ruda ist nun Nebenstelle und weiterhin für die Linien in diesem Gebiet zuständig. Seit der Übernahme heißt das Unternehmen offiziell RDS bus s. r. o., da sich das Einsatzgebiet nun nicht mehr nur auf den Böhmerwald (Šumava) beschränkt. Auf den drei ehemaligen RBO-Bussen bleibt aber weiterhin Šumava Bus angeschrieben.
Mitte der 2010er Jahre kam das Unternehmen in die Schlagzeilen, weil man Verstöße gegen arbeitsrechtliche und tarifvertragliche Festlegungen vermutete. Dem Busfahrer Ladislav Vlach, der das in einem Fernsehbeitrag des Bayerischen Fernsehens offen legte, kostete es den Arbeitsplatz, woraufhin die EVG in Deutschland eine Spendenkampagne zur Unterstützung des Fahrers startete.

## Betriebsbereiche
RDS bus s. r. o. betreibt mehrere Regionalbuslinien im Böhmerwald (tschechisch Šumava – daher der ursprüngliche Name des Unternehmens). Einige der Linien werden dabei grenzüberschreitend bis nach Deutschland geführt, um das Zusammenwachsen der Nationalparke Bayerischer Wald und Böhmerwald zu fördern.
So wird z. B. die Linie 7710 im Auftrag des Landes Bayern von Passau nach Železná Ruda/Markt Eisenstein gefahren.
Eine weitere Niederlassung der RDS bus s. r. o. befindet sich in Železná Ruda.